# Comapa (municipalité)
La municipalité de Comapa est l'une des 212 municipalités de l'État de Veracruz, et est située dans la partie centrale de cet État. Située à l'ouest du golfe du Mexique, elle est à cheval sur les bassins versants des fleuves Río Antigua au nord-est et Río Jamapa au sud-ouest. Sa partie occidentale est assise sur les premiers reliefs de la chaîne montagneuse de la Sierra Madre orientale. Son chef-lieu est la ville éponyme de Comapa. Elle dépend de la région administrative de Las Montañas, qui est une des 10 subdivisions administratives de l'État de Veracruz.

## Géographie
S'étend d'ouest en est au sein de deux bassins versants distincts : le nord-est de son territoire est traversé par une série de rivières tributaires du fleuve Río Antigua, tandis que sa partie ouest et sud-est est arrosée par des rivières tributaires du fleuve Río Jamapa. Son altitude oscille entre 100 et 1300 mètres, la partie occidentale de la municipalité s'appuyant sur les contreforts de la chaîne de montagnes de la Sierra Madre orientale. Son chef-lieu, la ville éponyme de Comapa, se trouve dans les confins nord-ouest de son territoire. Ce territoire couvre une superficie de 311,8 km2, et était peuplé en 2020 de 19 876 habitants, pour une densité de 63,8 habitants par km2.
La municipalité est limitrophe au nord de celles de Paso de Ovejas, de Puente Nacional, de Tlacotepec de Mejía et de Totutla, à l'ouest de Sochiapa, au sud de Huatusco et de Zentla, et à l'est de Soledad de Doblado.

## Composition et démographie
La municipalité était composée en 2020 de 72 localité, dont une seule était considérée comme urbaine, les autres étant rurales.
| Localité               | Population |
| ---------------------- | ---------- |
| Boca del Monte         | 5178       |
| Sonora                 | 1470       |
| Cerritos               | 1432       |
| Comapa                 | 1393       |
| San Francisco Nacaxtle | 1142       |
| Reste des localités    | 9261       |
| Total population       | 19 876     |

En plus de l'espagnol, plusieurs langues amérindiennes sont parlées dans la municipalité, dont les principales sont par ordre d'importance : le nahuatl et dans une moindre mesure le totonaque.

## Histoire
Durant la période précolombienne, le territoire connaît des influences totonaques et olmèques.
En 1831, le territoire de Comapa dépend de la municipalité de Totutla.

## Économie

### Agriculture et élevage
La superficie des parcelles semées représentait en 2019 une surface totale de 7884 hectares, parmi lesquels 3560 hectares étaient voués à la culture du maïs, 3000 hectares étaient voués à la culture de caféier, et 860 hectares étaient voués à celle de la canne à sucre.
En 2020, la production de viande par tonnes comprenait 682 tonnes de viande bovine, 500,4 tonnes de viande porcine, 6,5 tonnes de viande ovine, 9,9 tonnes de viande caprine, 39,4 tonnes de volailles, et 1 tonne de dinde. La superficie vouée à l'élevage représentait alors 18 901 hectares.